# 船橋市立小室小学校
船橋市立小室小学校（ふなばししりつ こむろしょうがっこう）は、千葉県船橋市小室町にある公立小学校。千葉ニュータウン建設に伴う人口増加のために開発された。

## 著名な出身者
- 花岡麻帆（陸上選手）